# Bartłomiej Wierzba
Bartłomiej Mieczysław Wierzba (ur. 1979 w Krakowie) – polski profesor nauk inżynieryjno-technicznych, specjalista od inżynierii materiałowej. Tytuł naukowy profesora został mu nadany w dniu 28 lutego 2020 roku przez Prezydenta Rzeczypospolitej Polskiej Andrzeja Dudę. 

## Życiorys
Ukończył studia Informatyczne na Wydziale Matematyki i Informatyki, Instytut Informatyki na Uniwersytecie Jagiellońskim w roku 2003. W roku 2007 obronił pracę doktorską na Wydziale Inżynierii Metali i Informatyki Przemysłowej Akademii Górniczo-Hutniczej w Krakowie. Pięć lat później w roku 2012 obronił pracę habilitacyjną na wydziale Inżynierii Materiałowej i Ceramiki Akademii Górniczo-Hutniczej w Krakowie. 
Bartłomiej Wierzba od 2022 roku jest zatrudniony w Sieci Badawczej Łukasiewicz - Instytucie Mechaniki Precyzyjnej na stanowisku kierownika Centrum Korozji i Powłok Ochronnych []. Jest laureatem prestiżowego stypendium dla wybitnych młodych naukowców w latach 2014–2017 ufundowanym przez Ministra Nauki i Szkolnictwa Wyższego. Jest również laureatem ponad 10 nagród rektora za wyniki naukowe. Na jego dorobek naukowy składa się ponad 100 publikacji z czego ponad 60 znajduje się na liście filadelfijskiej. 
Jego głównymi zainteresowaniami naukowymi są problemy transportu masy w ciałach stałych. Jest twórcą nowych teorii opisujących dyfuzję wzajemną oraz reakcyjną. Zaproponował on między innymi modele opisujące efekty Kirkendalla i Frenkla podczas procesu dyfuzji. Jest autorem oprogramowania CADiff do modelowania ilościowego i jakościowego procesu dyfuzji.
W 2021 odznaczony Srebrnym Krzyżem Zasługi.